# جابر جاسم
جابر جاسم من أهل جزيرة دلما ولد في العام 1952م وتوفي في عام 2001م، وعمره يناهز 50. وهو من أشهر مطربي الإمارات العربية المتحدة. درس المرحلة الابتدائية في قطر في منطقة مدينة دخان. وهو معروف عند أهل الإمارات وأهل الخليج الذي اشتهر بأغنية غزيل فله وله أغنيات شهيرة منها ضاع فكري وسيدي يا سيد ساداتي التي كتبها الشاعر أحمد الكندي، الذي عاش اليتم والفقر والحب والحرمان وتوفي عن عمر ناهز 45 عاما. امتلك الفنان الإماراتي الراحل جابر جاسم حنجرة دافئة، وكان دؤوبا ووفيا لشعراء بلاده القدامى منهم والمعاصرين، كما استفاد من نبرة رواد البحر وبدو الصحراء ووظفها في تجربته. التقى في القاهرة مع عدد من الأسماء الخليجية والكويتية على وجه التحديد أسماء كانت تدرس في القاهرة لسنين والموسيقى مثل الملحن الراحل مرزوق المرزوق، والملحن يوسف المهنا، والمطرب البحريني أحمد الجميري، والمطرب والملحن عبد الرب إدريس والمطرب البحريني الكبير محمد علي عبد الله وغيرهم. وجوده مع هذه الأسماء كان دافعا ومشجعا له لتقديم نفسه وفي أمسيات يحدوه الأمل لتقديم كل ما هو جديد وشيئا فشيئا بدأ اسمه يلمع كمطرب شاب يقدم فنا أصيلا، واستفاد من التراث الإماراتي في تطوير العديد من الألحان ومن هنا بدأت انطلاقته. لم تمضِ إلا سنوات قليلة ليصنع تاريخه الفني عندما زار الكويت أكثر من مرة وغنى في العديد من المناسبات والحفلات إلى جانب أسماء بارزة. وتعاون مع عدد من الأسماء الفنية ثم أقام العديد من الحفلات الغنائية في قطر وأصبح جابر جاسم إسماً بارزا في مجال الأغنية، وقام خلال تلك الفترة بتلحين العديد من الأعمال الغنائية.

## البداية
عشق جابر جاسم الغناء منذ صغره، وهام حبا وشوقا بتراث أهله وأجداده في الإمارات، وأخذ يردد 'الشلات' منذ صغره، ويدندن بألحانها ويقلد ما يستمع إليه في الأعراس والمناسبات خصوصا الأعياد والاحتفالات. وتمنى لو أن الفرصة تسنح له ليقدم هذا التراث بصورة مطورة. سافر في منتصف الستينات إلى القاهرة للدراسة، ووجد نفسه أمام عالم جديد، استمع إلى تجارب الفنانين والمطربين على الساحة مثل عبد الحليم حافظ وفريد الأطرش ومحمد عبد الوهاب، وغنّى أغانيهم في جلساته الخاصة. لكن شوقه كان يجذبه إلى ألحان أهله وأرضه، وتفكيره كان منصبا لتقديم هذا الفن الزاخر بالكثير من الألحان الجميلة.

### قطر
بدأت مسيرته في عام 1963 في مسابقة الكشافة التي أُقيمت في قطر، حيث كان جابر جاسم، على الرغم من أنه من إمارة أبوظبي، وولد في جزيرة دلما، كان يمثل دولة قطر، إلا أنه بدأ دراسته الابتدائية في مدرسة دخان في دولة قطر. وقد فاجأ جابر جاسم الجميع بغنائه الرائع على خشبة المسرح، ولم يكن حينها قد تجاوز الحادية عشرة من عمره، حيث قدّم «وين عا رام الله» الأغنية الفلسطينية المشهورة.
المعروف أن الفنان جابر جاسم بدأ حياته الفنية في قطر عندما كان في مدارسها الابتدائية والمتوسطة، وكانت الساحة الفنية الإماراتية موزعة في الخارج، فهناك أصوات في السعودية وأخرى في الكويت وهكذا في قطر والبحرين، وذلك بسبب توافر الفرص في مجال الغناء والتسجيل والإمكانات المادية وشركات الاسطوانات والفرق الموسيقية في أواخر الستينات وحتى قيام الاتحاد سنة 1971 حيث بدأت كل تلك المعطيات تأخذ طريقها إلى النمو والتطور في الدولة.

### العودة
عاد جاسم من قطر إلى موطنه الإمارات في العام 1969، والتقى الشاعر عتيج بن روضة الظاهري، وغنى له 15 قصيدة عن الحب. عاد إلى الإمارات مع تأسيس دولة الإمارات العربية المتحدة، بدعوة الراحل الشيخ زايد بن سلطان آل نهيان لأهالي الإمارات المقيمين في الدول الشقيقة للعودة إلى الوطن للمساهمة في بناء الدولة، فانضم جابر جاسم إلى الفرقة الموسيقية القومية التابعة لوزارة الإعلام، وبدعم من وزير الثقافة والإعلام آنذاك أحمد بن حامد. كما ابتعثته الوزارة العام 1967م لدراسة الموسيقى في معهد الفنون الموسيقية في مصر وبقي فيها ستة أشهر.

### أواخر الستينات
منذ بداية حقبة الستينات حتى العام 1967 كان جابر جاسم يبحث عن فرصة تناسب تلك الأيام الخالدة في تاريخ إمارة أبوظبي لتقديم أغنية وطنية بمناسبة عيد الجلوس للراحل الشيخ زايد بن سلطان آل نهيان، ولم تكن هناك فرقة موسيقية فأشار عليه أحد أصدقائه بأن يذهب إلى فرقة الشرطة الموسيقية، وهناك التقى بالرائد اسحق مدير الفرقة وتدرب معه على الأغنية ونجحت.
بعد أغنية عيد الجلوس بعام واحد عمل موظفا في الإذاعة بوظيفة لاقط أخبار لكنه كان يلتقط جديد الأغاني العربية والخليجية ويستمع إليها بشغف وهو يرددها ويتمنى الوصول إلى مستوى الغناء بمصاحبة فرقة موسيقية. ومن خلال هذا المخاض اليومي الذي يعيشه وحماسه أيضا للخروج من القوالب القديمة ذات الإيقاع الواحد والمتكرر والذي أشيع في الجلسات الشعبية والمناسبات الاجتماعية السائدة في ذلك الوقت، فكانت محاولات جابر جاسم في مجال البحث عن أغنية تلحق بركب مثيلاتها في البلاد العربية، وكان اللقاء المهم مع الشاعر أحمد بن علي الكندي، وتزامن هذا اللقاء مع لقاء شاعر آخر هو عتيج بالروضة الظاهري شاعر غزيل فلة.

### بداية السبعينات
شارك جابر جاسم في بداية السبعينيات من القرن الماضي في تمثيل دولة الإمارات العربية المتحدة في المحافل والمهرجانات الفنية على المستوى العربي والعالمي، وقد بدأ هذا المشوار بأسبوع ثقافي في طوكيو عاصمة اليابان. وأوصل الأغنية الإماراتية إلى شهرة واسعة على مستوى الخليج، خصوصاً حين غنى أغنية «غزيّلٍ فله في دبي لاقاني» في الحفل الغنائي الذي صاحب دورة كأس الخليج الثالثة في الكويت في العام 1974.
في عام 1975 حمل هاتين الأغنيتين (سيدي ياسيد ساداتي وغزيل فلة) إلى الكويت حيث يقدم كل مطرب خليجي فقرة غنائية تمثل بلاده، وكان جابر جاسم يمثل دولة الإمارات العربية المتحدة في احتفالات كأس الخليج لكرة القدم، ويتذكر في أحد لقاءاته الصحفية: قبل الغناء ولمدة أسبوع أتنقل وحيدا ومن دون أن يعترض طريقي أحد أو يعرفني جمهور. وبعد الغناء صرت أشق طريقي في الفندق والشارع والسوق وسط إشارات الجميع إلي بأن هذا هو مطرب سيدي ياسيد ساداتي.
حصل على ألحان ملحنين متميزين على مستوى الخليج مثل طلال مداح من السعودية، ويوسف المهنا، وليلى عبد العزيز من الكويت، وآخرين، كما أن الفنان إبراهيم جمعة نفسه لحن له أغنية وطنية. كما أشار إلى أن جابر جاسم نفسه لحن الكثير من أغانيه، وكان يتبادل الرأي مع صديق طفولته إبراهيم جمعة في الألحان التي يود وضعها لأغانيه.

### التعاونات الفنية
معظم القصائد التي لحنها وغناها الفنان جابر جاسم التي بلغت 200 أغنية، عرف بمحاولاته للتجديد في الغناء والموسيقي، والذي قاد إلى بدايات الأغنية الحديثة فيما بعد، وكان يتميز في مجال اختيار نصوص أغانيه؛ ومنها قصائد الشاعر سعيد بن عتيج الهاملي، والشاعرة عفراء بنت سيف المزروعي، والشاعر أحمد بن علي الكندي، وعشرات الشعراء القدامى والمعاصرين. من خلال بحثه عن الكلمات، غنى للشاعر سعيد بن عتيج الهاملي، الذي رحل في العام 1919، واستدعى بيئته في الأغنية وكل من يسمعه لا بد من أن يشعر بالمكان.
تحديدا بين الأوائل السبيعينات ومنتصف الثمانينات عندما استقر اخيرا في الإمارات العربية المتحدة وتعاون مع عدد من الأسماء البارزة لا سيما الشاعر سالم سيف الخالدي، كما تعاون مع الشاعر أحمد الكندي الذي قدم له أغنية 'شدوا العربان'، وقدم من كلمات الشاعر سالم سيف الخالدي اغنيته 'نسيتونا حبايبنا' التي حققت شهرة واسعة.

### الحس الفني
تعد تجربة جابر جاسم مختلفة من حيث التأسيس الفني، فقد مر بمراحل ثلاث: كانت المرحلة الأولى تقليدية شعبية منذ فترة الصبا، والثانية بعد الدورات الدراسية ومصاحبة الفرق الموسيقية، والثالثة مع الألحان الجديدة والمهرجانات العربية الكبرى والتعاونات الفنية وتراكم الخبرة.
تتميز اختيارات جابر جاسم الشعرية بأنها ابنة بيئتها التي تضيف لأدائه نكهة فنية كان يعرف تماما أنها الطريق إلى الانتشار والشهرة من ناحية، وبأنه يحمل أمانة ثقافية في عملية توصيل نتاج المجتمع الإماراتي إلى المحيط الجماهيري الواسع. ولذلك كان يختار القصيدة المعبرة عن أدق العواطف والمنتجة بشكل تلقائي وجميل مثل قصيدة الشاعر خلفان بن يدعوه:
- واحسرتي ضاق الفظا بي
- يوم ابعدوني عن حبيبي
- في خنّ ساعي مِ لَخْشابي
- سِلْجٍ ومَجْراهِ المغيبي

## الحياة الاجتماعية
جابر جاسم كان متزوجا وله خمسة أولاد أكبرهم حمد.
توفي أصغر أبنائه يوم الأربعاء تاريخ 20/2/2008 خالد وعمره 18 سنة بحادث سيارة.

## وفاته
في السنوات الأخيرة وقبل رحيله بسنوات قرر جابر جاسم إعادة تصوير عدد من أغانية القديمة، لكن هذا المشروع لم يرَ النور، ومن الأغاني الجميلة التي تعرضها الفضائيات أغنية ضاع فكري التي صورها في الكويت في أوائل الثمانينات إلى جانب أغاني أخرى عدة. وقد تُوفي في أوائل شهر أكتوبر عام 2001 ولم يحقق حلمه بإعادة تصوير أغانيه الجميلة التي سبق وقدمها في الحفلات والمناسبات.